# GeoServer
GeoServer là một máy chủ mã nguồn mở với mục đích kết nối những thông tin địa lý có sẵn tới các Geoweb (trang Web địa lý) sử dụng chuẩn mở. Được bắt đầu bởi một tổ chức phi lợi nhuận có tên The Open Planning Project (TOPP), nhằm mục đích hỗ trợ việc xử lý thông tin không gian địa lý với chất lượng cao, đơn giản trong sử dụng, là phần mềm mã nguồn mở nhằm cung cấp và chia sẻ dữ liệu. Được kỳ vọng sẽ trở thành một phương thức đơn giản để kết nối những nguồn thông tin có sẵn từ Google Earth, NASA World Wind nhằm tạo ra các dịch vụ Webmap như Google Maps, Windows Live Local và Yahoo Maps. GeoServer được viết bằng ngôn ngữ Java, cho phép người sử dụng chia sẻ và chỉnh sử dữ liệu không gian địa lý (geospatial data). Đây là một dự án mang tính cộng đồng, GeoServer được phát triển, kiểm thử và hỗ trợ bởi nhiều nhóm đối tượng và tổ chức khác nhau trên toàn thế giới. GeoServer là sự phối hợp các chuẩn hoạt động của Open Geospatial Consortium (OGC), Dịch vụ bản đồ (WMS-Web Map Service), Web Feature Service (WFS). GeoServer là thành phần nền tảng của Geospatial Web.

## Lịch sử phát triển
- Dự án GeoServer được bắt đầu vào năm 2001 bởi The Open Planning Project (TOPP). Vào thời điểm đó, mọi Website bản đồ chỉ tập trung vào chức năng khởi tạo bản đồ, và không thẻ chia sẻ những dữ liệu đã được thực hiện trên bản đồ. TOPP nhận ra rằng những dữ liệu này tương đương với 'mã nguồn' của bản đồ, và nó vô cùng quan trọng trong việc tạo ra cấu trúc dữ liệu không gian mở, để người dùng có thể phân tích và mô hình hóa, việc không thể đối với dữ liệu ảnh.
- Ngay sau khi những đặc tính kỹ thuật của Web Feature Server (WFS) được đưa ra trong bản phác thảo của Open Geospatial Consortium (OGC), kế thừa giao thức chuẩn được phát triển bởi TOPP trong việc tạo ra những kiến trúc không gian thông tin mở, GeoServer trở thành phần mềm mã nguồn mở sớm nhất cung cấp các đặc điểm kỹ thuật trong việc tạo và chỉnh sửa dữ liệu không gian.
- Vào năm 2003, GeoServer được bổ sung WFS 1.0, và bổ sung WFS 1.1 vào năm 2006. Cộng đồng phát triển GeoServer đưa thêm WMS 1.1.1 và WCS 1.0. Đó là những thành phần đưa GeoServer trở thành chuẩn của máy chủ không gian địa lý nguồn mở.
- Những đóng góp khác bao gồm Giao diện quản trị Web và hỗ trợ nhiều định dạng dữ liệu xuất ra.Như một GeoWeb mở rộng, GeoServer luôn không ngừng phát triển, từng bước hỗ trợ: Google Earth, NASA World Wind, Google Maps, Windows Live Local và Yahoo Maps trong các dịch vụ desktop truyền thống và trong nền tảng GIS.

## Chuẩn mở và khả năng chia sẻ dữ liệu không gian
- Geoserver cho phép người dùng hiển thị thông tin không gian của mình về thế giới. Cung cấp chuẩn Dịch vụ bản đồ (Web Map Service - WMS), GeoServer có thể tạo bản đồ và xuất ra nhiều định dạng. OpenLayers, một thư viện bản đồ hoàn toàn miễn phí, được tích hợp cùng GeoServer giúp cho công việc tạo bản đồ trở nên đơn giản hơn bao giờ hết.
- GeoServer hỗ trợ rất nhiều style bản đồ. Tương thích với chuẩn Web Feature Service (WFS), GeoServer cho phép chia sẻ và chỉnh sửa dữ liệu đang được dùng để hiển thị bản đồ.

## Các đặc trưng

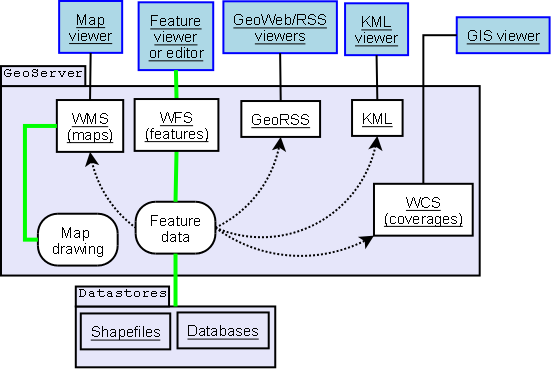
Some of the GeoServer interfaces

- GeoServer cho phép xuất dữ liệu linh hoạt dựa vào việc hỗ trợ các chuẩn KML, GML, Shapefile, GeoRSS, Portable Document Format, GeoJSON, JPEG, GIF, SVG, PNG...
- GeoServer có thể đọc được nhiều định dạng dữ liệu, bao gồm PostGIS, Oracle Spatial, ArcSDE, DB2, MySQL, Shapefiles, GeoTIFF, GTOPO30 và nhiều loại khác. Bên cạnh đó, GeoServer còn có thể chỉnh sửa dữ liệu nhờ những thành phần xử lý của Chuẩn Web Feature Server.
- GeoServer được xây dựng trong bộ GeoTools, được viết bởi ngôn ngữ Java.
- MapServer cũng được coi là một sản phẩm mã nguồn mở, có nhiều chức năng tương tự. Sự khác biệt giữa hai sản phẩm là Mapserver được phát triển trong môi trường cũ, được viết bởi ngôn ngữ C và hoạt động nhờ CGI, còn GeoServer được viết bằng ngôn ngữ Java. GeoServer phân biệt với MapServer bởi nó có giao diện đồ họa, giúp đơn giản hơn trong việc cấu hình, và thực thi chức năng sửa đổi dựa vào Web Feature Server, cho phép chỉnh sửa thông tin không gian cả trên Web cũng như trên máy trạm Desktop. Ưu điểm lớn nhất của MapServer là tốc độ thực thi nhanh hơn GeoServer, nhưng từ phiên bản 1.6 trở đi của GeoServer thì tốc độ của hai sản phẩm đã tương đương.
- GeoServer hỗ trợ việc chia sẻ dữ liệu không gian địa lý len Google Earth thông qua đặc tính 'network link' sử dụng KML.

## Các phiên bản hiện tại
- GeoServer 1.7.0 Released
- GeoServer 2.10.4 (Released 21/06/2017)
- GeoServer 2.11.1 (Released 19/05/2017)

## Liên kết khác
- http://geoserver.org/
- http://openlayers.org